# The Complete Studio Recordings (album, ABBA)
The Complete Studio Recordings je box set všech studiových alb švédské skupiny ABBA, vydaný v listopadu 2005 u labelu Universal Music. Obsahuje devět kompaktních disků a dvě DVD.
Na prvních osmi discích jsou studiová alba kapely, všechny singly, strany B a verze skladeb v němčině, španělštině, francouzštině a švédštině, které nebyly vydány v rámci původních desek. Devátý disk obsahuje výběr raritních nahrávek, většinu z těch, které byly vydány až po nejúspěšnějším období skupiny. Je zde alternativní mix skladby Waterloo, který nebyl předtím nikdy dostupný na CD, dlouhá mono verze On And On And On, která byla dostupná jen na soundtracku, všechny singly, které vyšly ve formě singlů, LP nebo na CD, včetně alternativních mixů.
Box set také zahrnuje dvě DVD, obsahující všechny videoklipy, dokument The History mapující příběh kapely a do té doby nikdy nevydaný koncert, který byl původně součástí televizního pořadu Dick Cavett Meets ABBA v koprodukci Polar Music International a švédské televize (Sveriges Television, SVT). Původní koncert obsahoval devět skladeb, na disku je jen pět písní, zbývající čtyři nebyly v archivu švédské televize nalezeny.
Box set byl znovu vydán v roce 2006, ovšem bez dvou DVD.

## Seznam skladeb

### CD 1

#### Ring Ring[1973]
1. "Ring, Ring"
2. "Another Town, Another Train"
3. "Disillusion"
4. "People Need Love"
5. "I Saw It In The Mirror"
6. "Nina, Pretty Ballerina"
7. "Love Isn't Easy (But It Sure Is Hard Enough)"
8. "Me And Bobby And Bobby’s Brother"
9. "He Is Your Brother"
10. "She's My Kind Of Girl"
11. "I Am Just A Girl"
12. "Rock 'N' Roll Band"

#### Bonusové skladby [1972 - 1973]
1. "Ring, Ring" (Bara Du Slog En Signal) [švédská verze]
2. "Åh, Vilka Tider"
3. "Merry-Go-Round"
4. "Santa Rosa"
5. "Ring, Ring" (španělská verze)
6. "Wer Im Wartesaal Der Liebe Steht" (německá verze "Another Town, Another Train")
7. "Ring, Ring" (německá verze)

### CD 2

#### Waterloo[1974]
1. "Waterloo"
2. "Sitting In The Palmtree"
3. "King Kong Song"
4. "Hasta Mañana"
5. "My Mama Said"
6. "Dance (While The Music Still Goes On)"
7. "Honey, Honey"
8. "Watch Out"
9. "What About Livingstone?"
10. "Gonna Sing You My Lovesong"
11. "Suzy-Hang-Around"

#### Bonusové skladby [1974]
1. "Ring, Ring" (US remix 1974, albová verze)
2. "Waterloo" (švédská verze)
3. "Honey, Honey" (švédská verze)
4. "Waterloo" (německá verze)
5. "Hasta Mañana" (španělská verze)
6. "Ring, Ring" (remix 1974, singlová verze)
7. "Waterloo" (francouzská verze)

### CD 3

#### ABBA[1975]
1. "Mamma Mia"
2. "Hey, Hey Helen"
3. "Tropical Loveland"
4. "S.O.S"
5. "Man In The Middle"
6. "Bang-A-Boomerang"
7. "I Do, I Do, I Do, I Do, I Do"
8. "Rock Me"
9. "Intermezzo č. 1" (instrumentální skladba)
10. "I've Been Waiting For You"
11. "So Long"

#### Bonusové skladby [1975]
1. "Crazy World"
2. Směs: "Pick A Bale of Cotton" / "On Top Of Old Smokey" / "Midnight Special" (remix z roku 1978)
3. "Mamma Mia" (španělská verze)

### CD 4

#### Arrival[1976]
1. "When I Kissed the Teacher"
2. "Dancing Queen"
3. "My Love, My Life"
4. "Dum Dum Diddle"
5. "Knowing Me, Knowing You"
6. "Money, Money, Money"
7. "That's Me"
8. "Why Did It Have To Be Me?"
9. "Tiger"
10. "Arrival"

#### Bonusové skladby [1976]
1. "Fernando"
2. "Happy Hawaii" [B – strana singlu "Knowing Me, Knowing You]
3. "La Reina Del Baile" (španělská verze písně "Dancing Queen")
4. "Conociéndome, Conociéndote" (španělská verze písně "Knowing Me, Knowing You")
5. "Fernando" (španělská verze)

### CD 5

#### ABBA–The Album[1977]
1. "Eagle"
2. "Take A Chance On Me"
3. "One Man, One Woman"
4. "The Name Of The Game"
5. "Move On"
6. "Hole In Your Soul"

The Girl With The Golden Hair – 3 scény z minimuzikálu–
1. "Thank You for the Music"
2. "I Wonder (Departure)"
3. "I'm A Marionette"

#### Bonusové skladby [1977]
1. "Al Andar" (španělská verze písně "Move On")
2. "Gracias Por La Música" (španělská verze písně "Thank You For The Music")

### CD 6

#### Voulez-Vous[1979]
1. "As Good As New"
2. "Voulez-Vous"
3. "I Have A Dream"
4. "Angeleyes"
5. "The King Has Lost His Crown"
6. "Does Your Mother Know"
7. "If It Wasn’t For The Nights"
8. "Chiquitita"
9. "Lovers (Live A Little Longer)"
10. "Kisses Of Fire"

#### Bonusové skladby [1978 - 1979]
1. "Summer Night City" (singlová verze)
2. "Lovelight"
3. "Gimme! Gimme! Gimme! (A Man After Midnight)"
4. "Estoy Soñando" (španělská verze písně "I Have A Dream")
5. "Chiquitita" (španělská verze)
6. "¡Dame! ¡Dame! ¡Dame!" (španělská verze písně "Gimme! Gimme! Gimme! (A Man After Midnight)")

### CD 7

#### Super Trouper[1980]
1. "Super Trouper"
2. "The Winner Takes It All"
3. "On And On And On"
4. "Andante, Andante"
5. "Me And I"
6. "Happy New Year"
7. "Our Last Summer"
8. "The Piper"
9. "Lay All Your Love On Me"
10. "The Way Old Friends Do" (živě)

#### Bonusové skladby [1980]
1. "Elaine"
2. "Andante, Andante" (španělská verze)
3. "Felicidad" (španělská verze písně "Happy New Year")

### CD 8

#### The Visitors[1981]
1. "The Visitors"
2. "Head Over Heels"
3. "When All Is Said And Done"
4. "Soldiers"
5. "I Let The Music Speak"
6. "One Of Us"
7. "Two For The Price Of One"
8. "Slipping Through My Fingers"
9. "Like An Angel Passing Through My Room"

#### Bonusové skladby [1981 - 1982]
1. "Should I Laugh Or Cry"
2. "No Hay A Quien Culpar" (španělská verze písně "When All Is Said And Done")
3. "Se Me Está Escapando" (španělská verze písně "Slipping Through My Fingers")
4. "The Day Before You Came"
5. "Cassandra"
6. "Under Attack"
7. "You Owe Me One"

### CD 9

#### Rarities
1. "Waterloo" (alternativní mix)
2. Směs: "Pick A Bale Of Cotton" / "On Top Of Old Smokey" / "Midnight Special" (původní mix z roku 1975)
3. "Thank You For The Music" (verze Doris Day)
4. "Summer Night City" (dlouhá albová verze)
5. "Lovelight" (alternativní mix)
6. "Dream World" (píseň z období alba "Voulez-Vous")
7. "Voulez-Vous" (prodloužený remix, 1979 US promo)
8. "On And On And On" (dlouhohrající verze)
9. "Put On Your White Sombrero" (píseň z období alba "Super Trouper")
10. "I Am The City" (píseň nahrána v květnu – červnu 1982 na 9. studiové album ABBA)
11. ABBA Undeleted: "Scaramouche" / "Summer Night City" / "Take A Chance On Me" / "Baby" / "Just A Notion" / "Rikky Rock ’n’ Roller" / "Burning My Bridges" / "Fernando" (švédská verze) / "Here Comes Rubie Jamie" / "Hamlet III Parts 1 & 2" / "Free As A Bumble Bee" / "Rubber Ball Man" / "Crying Over You" / "Just Like That" / "Givin’ A Little Bit More"

### DVD 1

#### The Videos
1. Ring Ring
2. Waterloo
3. Mamma Mia
4. SOS
5. Bang-A-Boomerang
6. I Do, I Do, I Do, I Do, I Do
7. Fernando
8. Dancing Queen
9. Money, Money, Money
10. Knowing Me, Knowing You
11. That's Me
12. The Name of the Game
13. Take A Chance On Me
14. Eagle
15. One Man, One Woman
16. Thank You For The Music
17. Summer Night City
18. Chiquitita
19. Does Your Mother Know
20. Voulez-Vous
21. Gimme! Gimme! Gimme! (A Man After Midnight)
22. I Have A Dream
23. Super Trouper
24. The Winner Takes It All
25. On And On And On
26. Happy New Year
27. Lay All Your Love On Me
28. Head Over Heels
29. When All Is Said And Done
30. One of Us
31. The Day Before You Came
32. Under Attack

#### Bonusová videa
1. Estoy Soñando
2. Felicidad
3. No Hay A Quien Culpar
4. Dancing Queen (verze z roku 1992)
5. The Last Video

### DVD 2

#### The History
- Dokumentární film (původně na DVD ABBA Gold)

#### Live in April 1981
- Část koncertu ABBY z dubna 1981, původně vysílaný v rámci televizního speciálu "Dick Cavett Meets ABBA".

1. Gimme! Gimme! Gimme! (A Man After Midnight)
2. Super Trouper
3. Two for the Price Of One
4. Slipping Through My Fingers
5. On And On And On